# Public Service Broadcasting
Ne doit pas être confondu avec Public Broadcasting Service.
Public Service Broadcasting est un groupe de rock alternatif britannique, originaire de Londres, en Angleterre. Il est composé d'un ancien producteur de BBC World Service, J. Willgoose (guitare, banjo, divers instruments à cordes, samplings et instruments de musique électronique), de Wrigglesworth (percussions, piano et instruments de musique électronique) et de JF Abraham.
Public Service Broadcasting utilise des publicités publiques, des archives et des sons de propagande dans ses morceaux pour « apprendre des leçons du passé au travers de la musique du futur,. »

## Biographie
Au début, le groupe ne comprend que Willgoose. Il fait ses débuts en public au pub Selkirk de Tooting, Londres, en Angleterre en août 2009. Peu après, il publie l'EP  EP One. S'associant avec Wrigglesworth à la batterie, le groupe joue son premier festival en septembre 2010, l'Aestival de Suffolk.
Le groupe sort le single Spitfire le 26 mars 2012,,,, et ROYGBIV, qui remporte le BBC Radio 6 Music Rebel Playlist. Il enregistre aussi un deuxième EP, The War Room, qui est publié en mai 2012. Le 12 novembre 2012 sort le single Everest en téléchargement uniquement. La chanson est basée sur le film de 1953 The Conquest of Everest, basé sur l'aventure de Edmund Hillary et Tenzing Norgay, les premiers à avoir atteint le sommet de l'Everest.
Dès lors, le groupe publie trois albums, Inform-Educate-Entertain (2013) ; The Race for Space (2015) ; et Every Valley (2017). The Race for Space est soutenu en deux concerts au National Space Centre de Leicester. Il atteint le top 10 et la première place des UK Independent Charts. Un autre EP est publié à la fin 2015 (Sputnik/Korolev) suivi d'une tournée britannique qui comprend un concert à guichet fermé à l'O2 Brixton Academy.
Le 10 mars 2017, PSB publie un nouveau single, Progress, qui fait participer Tracyanne Campbell (du groupe Camera Obscura) au chant. Le 20 mars 2017, le groupe révèle un troisième album, Every Valley. Every Valley est publié le 7 juillet 2017.

## Discographie

### Albums studio
- 2013 : Inform - Educate - Entertain
- 2015 : The Race for Space
- 2017 : Every Valley
- 2021 : Bright Magic
- 2024 : The Last Flight

### Compilations et Albums en public
- 2016 : The Race for Space / Remixes
- 2016 : Live at Brixton (Concert enregistré au O2 Brixton Academy à Londres, le 29 novembre 2015)
- 2023 : This New Noise (Public Service Broadcasting, BBC Symphony Orchestra and Jules Buckley) (Concert enregistré au Royal Albert Hall, le 30 août 2022 pour les BBC Proms)

### EP
- 2010 : EP One (7 août[13])
- 2012 : The War Room (28 mai[14],[15],[16],[17])
- 2018 : White Star Liner

### Singles
- 2012 : ROYGBIV
- 2012 : Spitfire
- 2012 : London Can Take It (13 août[18],[19])
- 2012 : Everest
- 2012 : Signal 30[20]
- 2012 : Night Mail
- 2014 : Gagarin (1er décembre ; premier single de l'album The Race for Space)
- 2015 : The Other Side (31 janvier ; publié sur SoundCloud)